# Zebrafisk
Zebrafisk, alternativt sebrafisk (Danio rerio) är en fiskart i familjen karpfiskar. Internationella naturvårdsunionen kategoriserar arten globalt som livskraftig. Inga underarter finns listade.
I naturen förekommer arten främst i Bangladesh, Indien, Myanmar, Nepal  och Pakistan. Beroende på population kan en fullvuxen zebrafisk bli 3,8 till 5 cm lång.
Zebrafiskar är även väl etablerade inom forskning, då de lätt kan utnyttjas inom olika former av experiment, likt andra djur som bland annat råttor och möss. Då zebrafiskar i sin embryonala fas är transparent, underlättar det genomförandet av experiment som baserar sig på visuell analys av till bland annat fluorescens av blodkärl för att analysera vaskularitet och hur den kan påverkas av olika droger.

## Zebrafisken i akvarium
Arten är lättskött och enkel att odla i fångenskap och därför omtyckt som akvariefisk. Zebrafiskar är aktiva och lever tillsammans i stim, och kräver därför gott om öppna simutrymmen. De uppskattar även om det finns områden i akvariet med tät vegetation där de kan lägga sina ägg. Zebrafisken är lättodlad men en så kallad romrövare, och för framgångsrik odling är det därför bäst att låta fiskarna avlägga sin rom i ett särskilt lekakvarium, varur man avlägsnar föräldrarna så snabbt som möjligt efter avslutad lek. Zebrafiskar leker helst under de tidiga morgontimmarna i det första gryningsljuset. Kullarnas storlek kan variera kraftigt beroende på föräldrarnas kondition och ålder, men uppgår vanligtvis till 400–500 yngel.
Det stora utbredningsområdet gör att zebrafisken klarar sig utmärkt i områden med vitt skilda vattenvärden. Vad gäller vattenkemi lever zebrafisken i områden med en vattenhårdhet på 5–19 °dH och pH omkring 6–8. Dygnsmedeltemperaturen är 18–24 °C.